# Jonathon Brandmeier
Compléments
Site officiel : www.johnnybontv.com
Jonathon « Johnny B » Brandmeier, né le 15 juillet 1956 à Fond du Lac, est un animateur de radio et musicien américain. Il est connu pour son émission radio Johnny B Mornings, qu'il réalise dans les studios de Chicago, Illinois.

## Biographie
Né de John Francis Brandmeier [1] [2] à un père allemand et à une mère libanaise, Brandmeier a commencé sa carrière à la radio en 1973 à WFON à Fond du Lac, dans le Wisconsin. À l'âge de 18 ans, il rejoint WOSH à Oshkosh, dans le Wisconsin, puis travaille comme DJ chez WYNE (maintenant WHBY) à Appleton, dans le Wisconsin, puis chez KLIV à San Jose, en Californie, puis comme jock matinal chez WYBR-FM (maintenant WXRX). à Rockford, dans l'Illinois, puis en 1980 à WOKY à Milwaukee. [2] En février 1981, il a été nommé DJ du matin du KZZP à Phoenix (Arizona), où il a participé à des appels téléphoniques de farces et à des parodies de chansons idiotes. En 1982, Brandmeier sort son premier album Just Havin 'Fun.
WLUP ("The Loop") à Chicago l'a embauché en 1983, où son émission du matin a été diffusée à la fois sur les stations AM et FM. Il a formé et a donné des concerts avec son groupe, "Johnny and the Leisure Suits". [3] Ses chansons les plus mémorables incluent "Nous sommes tous fous à Chicago" (un hit du Top Ten local), "Hey Der Milwaukee Polka" et "The Moo-Moo Song" (basé sur un événement réel des années 1980, lorsqu faire l'amour à une vache dans le zoo de Lincoln Park). [la citation nécessaire]
En avril 1986, WBBM-TV diffuse son émission télévisée spéciale "Johnny B. On TV" [3], [4]. En 1989, il a animé Friday Night Videos avec Phil Collins [5] et joué dans le téléfilm "Thanksgiving Day" avec Mary Tyler Moore [6]. En 1990, il a animé deux émissions spéciales «Jonathon Brandmeier From Chicago» sur NBC [7]. À l'été 1991, Viacom a syndiqué son "Johnny B. on the Loose" [6] [8].
Un changement de direction chez WLUP en 1997 a toutefois entraîné la fin des 14 années d'activité de Brandmeier dans The Loop. Il a animé les midis de 1998-2001 au WCKG à Chicago, qui ont été rejoués à Los Angeles au KLSX. Après avoir passé quelque temps loin de la radio, il a animé les matinées de KCBS-FM en 2004-05.
Brandmeier est revenu à WLUP à l'automne 2005, où il a passé la matinée jusqu'en 2009. Il a fait plusieurs apparitions avec son groupe, The Leisure Suits, dans le cadre de ce qu'il a appelé "World Tour 2007". Cela incluait des bars et des théâtres dans la région de Chicago. En 2008, il a sorti un ensemble de 2 CD, Larger Than Live, de son émission de Noël 2007 à Rosemont, dans l’Illinois. Toutes les recettes des achats de CD sont allées à Pizzas For Patriots, qui envoie des pizzas aux soldats en Irak et en Afghanistan.
Le 9 décembre 2011, Brandmeier a entamé un cycle de trois ans à la radio WGN. Il est passé de WGN à WGN.FM uniquement en ligne en septembre 2013 (puis à WGWG 87,7 FM en février 2014), mais la station FM a cessé ses activités en décembre 2014.
Le 30 mars 2015, Brandmeier a remplacé Dennis Miller en tant qu'animateur de la mi-journée de la chaîne de discussions nationales de Westwood One sur plus de 100 sociétés affiliées, y compris la diffusion de WLS (AM) à Chicago. Westwood One a annulé l'émission le 12 décembre 2016, alors que Brandmeier était insatisfait de la pression exercée par le réseau pour faire en sorte que l'émission soit une émission de radio conservatrice.